# Podzemní vodárna (Srch)
Podzemní pernštejnská vodárna se nalézá na západním okraji obce Srch v lokalitě U Vodárny v okrese Pardubice. Vodárna představuje významné historické vodní dílo z roku 1515 a je chráněna od 7. 6. 2001 jako kulturní památka. Vodárna je zapsána v Ústředním seznamu kulturních památek České republiky pod rejstříkovým číslem 51001/6-6193.
Vodárna sloužila jako rezervoár vody k napájení kašny na pardubickém náměstí a na zámku.

## Popis
Jedná se o do svahu zahloubenou zděnou nádrž zaklenutou valenou cihelnou klenbou. Zadní, pod terén zapuštěné čelo nádrže je vyzděno z kamene, stejně jako obruba a taras na průčelí. Vodárna se jeví jako mírná terénní vlna. Nad zatravněný povrch terénu vystupuje pouze průčelí nádrže z režného cihelného zdiva s novodobými kovanými dvířky. V horní části cihelného průčelí je osazena kamenná pískovcová deska s textem: “postaveno za Viléma z Pernštejna roku 1515”.

## Galerie

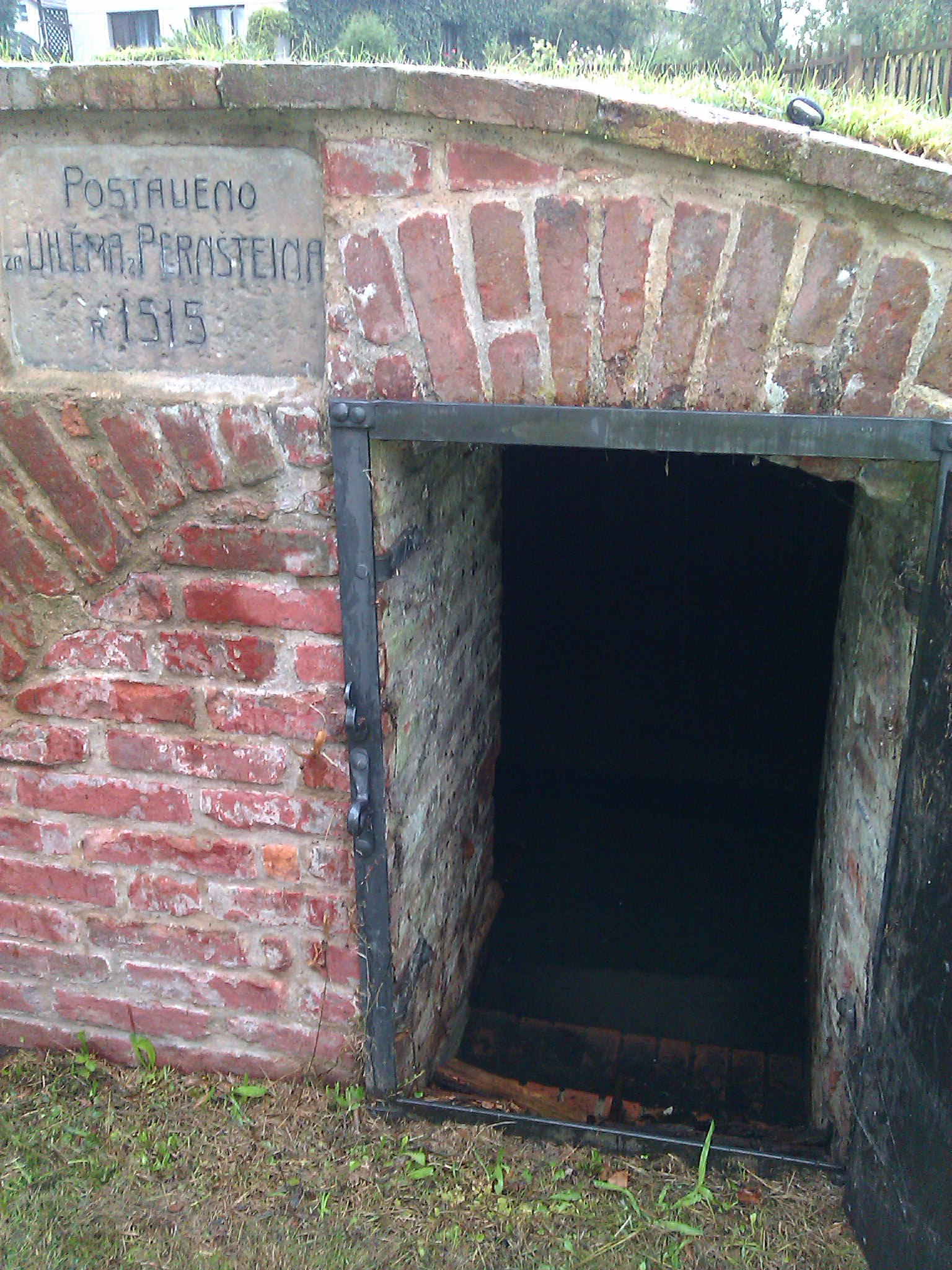
Pohled na Pernštejnskou vodárnu v Srchu
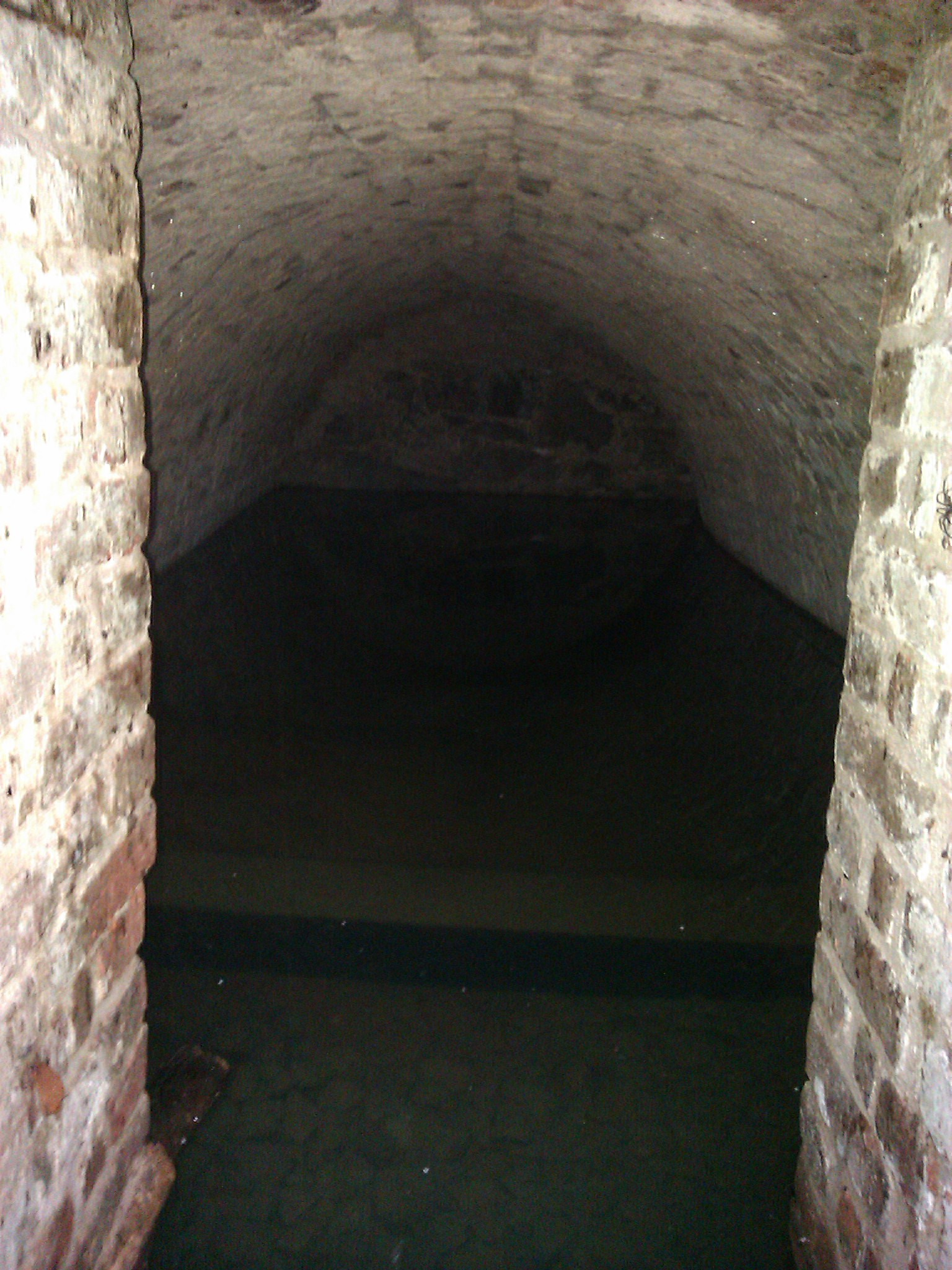
Pohled na Pernštejnskou vodárnu v Srchu